# 饿了么星选
饿了么星选，原名百度外卖，是百度公司于2014年5月推出的O2O生活服务网站，为客户提供外卖配送服务，曾为中国第三大网上订餐外卖平台，仅次于美团外卖和饿了么。
2017年8月，百度以5亿美元将百度外卖出售给饿了么，2018年10月15日正式更名为“饿了么星选”，面向高端外卖市场，唯市场份额一直处于下降状态，目前已停止运营。

## 发展历史
- 2014年4月，百度外卖进入O2O行业，开始内测。
- 2014年5月，网站、WAP正式上线[4]
- 2014年6月，入驻商家达到10000家。
- 2014年8月，百度外卖APP正式上线。
- 2014年12月，百度外卖覆盖城市达到70余个。
- 2015年5月，百度外卖首夺白领市场占有率第一。
- 2015年6月，百度外卖申请18项物流技术专利[5]
- 2015年7月，百度外卖完成2.5亿美元融资[6]
- 2015年11月，百度外卖覆盖全国100多个城市，平台注册用户量达到3000多万。
- 2017年8月，百度以5亿美元将百度外卖出售给饿了么[2]。
- 2018年10月，百度外卖更名为“饿了么星选”，定位为“秉持用户体验至上的高端外卖及生活服务平台”[3]。
- 2023年，饿了么工作人员证实“饿了么星选”已经停止运营，并表示早已在2021年已关停服务器，相关服务已并入饿了么[7]。

## 特点

### 用户使用方面
百度外卖时期依靠其百度公司旗下的其他生活服务类产品，如百度地图和百度糯米等，可使用户快速完成餐点的检索和订餐。

### 商户使用方面
百度外卖时期亦通过百度搜索提供的LBS大数据平台，为商户获取精准用户数据，定位服务人群信息。

## 服务对象
百度外卖时期宣称主要为服务白领用户，将白领人群作为自己的主要服务客户群。

## 评价
百度外卖时期价格较实惠，但外卖服务人员对用户的服务意识稍有欠缺，态度较差，被指会引起用户不满情绪。